# Imolese Calcio 1919 2020-2021
Questa voce raccoglie le informazioni riguardanti l'Imolese Calcio 1919 nelle competizioni ufficiali della stagione 2020-2021.

## Divise e sponsor
Lo sponsor tecnico per la stagione 2020-2021 è Erreà, mentre lo sponsor ufficiale è Arredoquattro.
| Casa | Trasferta | Terza divisa |

## Organigramma societario
Area direttiva
- Presidente: Lorenzo Spagnoli

Area organizzativa
Segretario generale:
- Team manager: Leo Mosesohn

Area tecnica
- Allenatore: Roberto Cevoli, da gennaio Pasquale Catalano, da aprile Lorenzo Mezzetti
- Allenatore in seconda: Nicola Cancelli, da gennaio Lorenzo Cavallaro, da aprile Francesco Sintini
- Preparatore atletico: Fabio Spighi
- Preparatore dei portieri: Davide Bertaccini
- Match analyst: Martino Vignali

Area sanitaria
- Medici sociali: Luciano Verardi
- Fisioterapista: Luca Cornazzan

## Rosa
| N. |                    | Ruolo | Calciatore            |
| -- | ------------------ | ----- | --------------------- |
| 1  | Italia (bandiera)  | P     | Alessandro Siano      |
| 2  | Italia (bandiera)  | D     | Ivan Rondanini        |
| 3  | Italia (bandiera)  | D     | Gabriele Ingrosso     |
| 4  | Italia (bandiera)  | C     | Antonio D'Alena       |
| 5  | Italia (bandiera)  | D     | Michele Rinaldi       |
| 6  | Italia (bandiera)  | D     | Matteo Angeli         |
| 7  | Senegal (bandiera) | A     | Abdoulaye Sall        |
| 8  | Italia (bandiera)  | C     | Alessandro Provenzano |
| 9  | Italia (bandiera)  | A     | Alessandro Polidori   |
| 10 | Italia (bandiera)  | A     | Danilo Ventola        |
| 11 | Italia (bandiera)  | A     | Francesco Stanco      |
| 11 | Italia (bandiera)  | A     | Accursio Bentivegna   |
| 12 | Italia (bandiera)  | P     | Tommaso Nannetti      |
| 13 | Italia (bandiera)  | D     | Alessandro Pilati     |
| 14 | Italia (bandiera)  | D     | Emanuele Mele         |
| 14 | Romania (bandiera) | C     | Mihael Onisa          |

| N. |                   | Ruolo | Calciatore           |
| -- | ----------------- | ----- | -------------------- |
| 16 | Italia (bandiera) | C     | Lorenzo Sabattini    |
| 17 | Italia (bandiera) | C     | Gregorio Morachioli  |
| 18 | Italia (bandiera) | C     | Alessandro Masala    |
| 19 | Italia (bandiera) | D     | Filippo Boccardi     |
| 20 | Italia (bandiera) | A     | Enrico Piovanello    |
| 21 | Italia (bandiera) | D     | Mattia Tonetto       |
| 21 | Italia (bandiera) | D     | Giuseppe Aurelio     |
| 22 | Italia (bandiera) | P     | Gian Maria Rossi     |
| 23 | Italia (bandiera) | D     | Cristian Cerretti    |
| 24 | Italia (bandiera) | C     | Emanuele Torrasi     |
| 25 | Italia (bandiera) | C     | Alessandro Lombardi  |
| 26 | Italia (bandiera) | D     | Filippo Carini       |
| 27 | Italia (bandiera) | C     | Lorenzo Alboni       |
| 28 | Italia (bandiera) | D     | Fabio Della Giovanna |
| 29 | Italia (bandiera) | A     | Gabriel Mattiolo     |
| 32 | Italia (bandiera) | A     | Christian Tommasini  |

## Statistiche

### Statistiche di squadra
| Competizione | Punti | In casa | In casa | In casa | In casa | In casa | In casa | In trasferta | In trasferta | In trasferta | In trasferta | In trasferta | In trasferta | Totale | Totale | Totale | Totale | Totale | Totale | DR  |
| Competizione | Punti | G       | V       | N       | P       | Gf      | Gs      | G            | V            | N            | P            | Gf           | Gs           | G      | V      | N      | P      | Gf     | Gs     | DR  |
| ------------ | ----- | ------- | ------- | ------- | ------- | ------- | ------- | ------------ | ------------ | ------------ | ------------ | ------------ | ------------ | ------ | ------ | ------ | ------ | ------ | ------ | --- |
| Serie C      | 35    | 19      | 4       | 6       | 9       | 15      | 24      | 19           | 5            | 2            | 12           | 20           | 41           | 38     | 9      | 8      | 21     | 34     | 55     | -21 |

### Andamento in campionato
| Giornata  | 1 | 2 | 3  | 4 | 5 | 6 | 7  | 8 | 9  | 10 | 11 | 12 | 13 | 14 | 15 | 16 | 17 | 18 | 19 | 20 | 21 | 22 | 23 | 24 | 25 | 26 | 27 | 28 | 29 | 30 | 31 | 32 | 33 | 34 | 35 | 36 | 37 | 38 |
| --------- | - | - | -- | - | - | - | -- | - | -- | -- | -- | -- | -- | -- | -- | -- | -- | -- | -- | -- | -- | -- | -- | -- | -- | -- | -- | -- | -- | -- | -- | -- | -- | -- | -- | -- | -- | -- |
| Luogo     | T | C | T  | C | T | C | C  | T | C  | T  | C  | T  | C  | T  | C  | T  | C  | T  | C  | C  | T  | C  | T  | C  | T  | T  | C  | T  | C  | T  | C  | T  | C  | T  | C  | T  | C  | T  |
| Risultato | V | N | P  | V | V | N | P  | N | P  | P  | P  | P  | P  | P  | P  | P  | P  | P  | V  | N  | P  | V  | V  | N  | V  | P  | P  | P  | N  | P  | P  | P  | P  | P  | P  | V  | V  | P  |
| Posizione | 5 | 7 | 10 | 5 | 5 | 5 | 10 | 9 | 12 | 14 | 14 | 14 | 15 | 16 | 17 | 18 | 18 | 19 | 17 | 17 | 18 | 18 | 17 | 16 | 15 | 15 | 15 | 16 | 16 | 16 | 16 | 16 | 17 | 18 | 18 | 17 | 17 | 17 |

Fonte:  Serie C - Girone B, su calcio.com.
Legenda:

Luogo: C = Casa; T = Trasferta. Risultato: V = Vittoria; N = Pareggio; P = Sconfitta.